# EX-A1 (Spanje)

De EX-A1

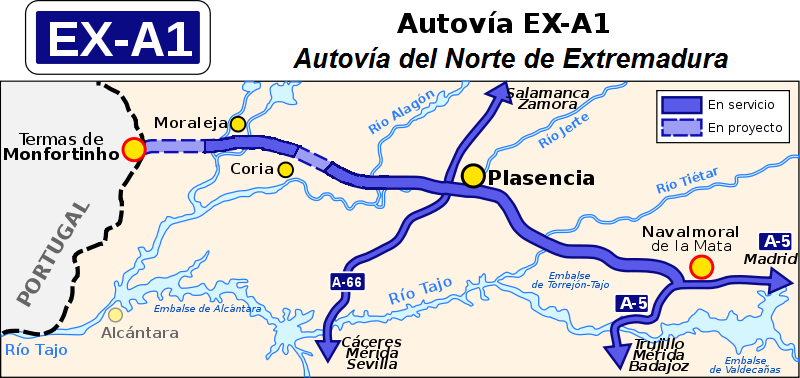

De EX-A1 of Autovía del Norte de Extremadura is een autovía in Extremadura. De snelweg verbindt de A-5 bij Navalmoral de la Mata met Plasencia (A-66) en Moraleja over een afstand van 99 kilometer. De weg werd aangelegd tussen 2005 en 2012. Op termijn moet de EX-A1 verlengd worden tot aan de grens met Portugal (IC31).